# Agrotis capnista
Agrotis capnista är en fjärilsart som beskrevs av Charles Boursin 1965. Agrotis capnista ingår i släktet Agrotis och familjen nattflyn. Inga underarter finns listade i Catalogue of Life.